# Difenil-oxalát
A difenil-oxalát (kereskedelmi nevén Cyalume) egy szilárd halmazállapotú észter, melynek oxidációs termékei okozzák a világító rúdban lejátszódó kemolumineszcenciát. Fenol oxálsavval történő teljes észterezésével állítható elő. 

## Fénykibocsátás
A difenil-oxalát hidrogén-peroxiddal való reakciójából foton szabadul fel, azaz fényjelenség játszódik le. A reakció az alábbi ábrán látható:
A reakciósebesség függ a pH-értéktől; enyhén lúgos közegben – amelyet gyenge bázis, pl.: nátrium-szalicilát hozzáadásával érnek el – erősebb fényt bocsát ki.
Különböző festékek hozzáadásával az alábbi színek állíthatók elő:
| Szín         | Vegyület                                            |
| ------------ | --------------------------------------------------- |
| Kék          | 9,10-difenilantracén                                |
| Zöld         | 9,10-bisz(feniletinil)antracén                      |
| Sárga - zöld | Tetracén                                            |
| Sárga        | 1-klór-9,10-bisz(feniletinil)antracén               |
| Narancssárga | 5,12-bisz(feniletinil)naftacén, Rubrene, Rodamin 6G |
| Piros        | Rhodamin B                                          |

## Lásd még
- Fluoreszcein
- Luminol

## Fordítás
Ez a szócikk részben vagy egészben  a   Diphenyl oxalate című angol Wikipédia-szócikk fordításán alapul.  Az eredeti cikk szerkesztőit annak laptörténete sorolja fel. Ez a jelzés csupán a megfogalmazás eredetét és a szerzői jogokat jelzi, nem szolgál a cikkben szereplő információk forrásmegjelöléseként.